# Ивановска област
Ивановска област е субект на Руската Федерация в Централния федерален окръг
. Площ 21 437 km2 (74-то място в Руската Федерация, 0,13% от нейната територия). Население на 1 януари 2017 г. 1 014 620 души (52-ро място в Руската Федерация, 0,69% от нейното население). Административен център град Иваново. Разстояние от Москва до Иваново 318 km.

## Историческа справка
Най-старият град на територията на Ивановска област е Юревец възникнал като укрепление под името Юревец-Поволжки през 1225 г. През 1539 г. е основан град Шуя, а през ХVІІІ век за градове са признати населените места Пучеж (1745 г.), Кинешма (1777 г.) и Гаврилов Посад (1789 г.). Сегашният административен център на областта град Иваново е признат за град Иваново-Вознесенск след обединяването на село Иваново и Слобода Вознесенская през 1871 г., а през 1932 г. е преименуван на Иваново.
На 14 януари 1929 г. е образувана Ивановска Промишлена област. На 11 март 1936 г. от нейния състав е отделена Ярославска област, а останалата част е преименувана на Ивановска област. На 14 август 1944 г. от състава на Ивановска област са формирани Костромска и Владимирска област.

## Географска характеристика
Ивановска област се намира в централната част на Европейска Русия. На северозапад граничи с Ярославска област, на север – с Костромска област, на изток – с Нижегородска област и на юг – с Владимирска област. В тези си граници заема площ от 21 437 km2 (74-то място по големина в Руската Федерация, 0,13% от нейната територия).
Областта е разположена в централната част на Източноевропейската равнина. Голяма част от територията ѝ представлява слабохълмиста равнина, равномерно и плитко разчленена от долините на реките и сухи оврази. На северозапад има ниско моренно възвишение, явяващо се вододел между реките Волга и Клязма, като на югоизток и изток то се понижава и покрай левия бряг на Клязма преминава в пясъчна, слабохълмиста равнина (Балахнинска низина, Лухско полесие), обрасла с гори, с торфени блата и малки езера. На запад, на територията на Ивановска област навлиза по-хълмистата част на възвишението Юревско Ополе, гъсто набраздено от оврази, а на север – слабохълмистата и на места заблатена Унженска низина.
Климатът е умереноконтинентален., с топло лято (средна юлска температура 18 – 19 °C) и умерено студена зима (средна януарска температура -12 °C). Годишна сума на валежите 550 – 600 mm. Продължителността на вегетационния период с температури над 5 °C е 160 – 174 денонощия.
В Ивановска област има около 1775 реки (с дължина над 1 km) с обща дължина около 16,4 хил.km и всички те принадлежат към водосборния басейн на река Волга. Волга пресича североизточната част на областта, като левите ѝ притоци Мера, Немда, Унжа са многоводни, а десните – маловодни и къси. По южния склон на Волжко-Клязминския вододел се стичат реките Нерл, Увод, Теза, Лух и др., леви притоци на Клязма, която е ляв приток на Ока, от басейна на Волга. Реките в областта са с малък наклон, спокойно течение и са разпределени равномерно по нейната територия. Подхранването им е смесено с преобладаване на снежното. Те се характеризират с високо пролетно пълноводие, лятно-есенно маловодие, прекъсвано от епизодични прииждания в резултат на поройни дъждове и ясно изразено зимно маловодие. Замръзват в края на ноември, а се размразяват в началото или средата на април.
На територията на областта има над 2800 естествени и изкуствени езера с обща площ около 635 km2, като само 180 от тях са с площ над 10 дка. По-голямата част са ледникови и карстови езера, а по долините на реките се срещат и крайречни езера (старици) и са разположени предимно в централните и южни части на областта. Най-големите естествени езера са: Рубско (2,9 km2) и Свято (2,5 km2). Най-големите изкуствени водоеми са: Горковското водохранилище (на територията на областта е неговата „опашка“) на река Волга и Уводското водохранилище на река Увод. Блатата в областта заемат 2,35% от нейната площ – 503 km2, като най-големите блатни масиви са: Куракинските и Ламненските блата.
Най-разпространените почви в Ивановска област са различни видове подзолисти почви и блатни почви. По вододелите на северозапад и север са развити ливадно-подзолистите почви, в пониженията – подзолисто-торфени и блатни почви, а по долините на реките – заблатени ливадни почви. На югозапад най-разпространени са плодородните ливадно-черноземни почви, а по долините на Волга, Клязма и Лух – ливадно силноподзолисти почви.
Областта е разположена в преходната полоса между тайгата и смесените гори. Горите заемат около 1 млн.ха, 38% от територията на областта. Най-големите горски масиви са покрай левия бряг на Волга и в Южкия и Тейковски райони. Смърчови гори има в междуречието между Волга и Лух, а борови гори са развити върху песъчливи и оподзолени почви. Преобладаващите дървесни видове са: бреза 35%, бор 35%, осика 14%, смърч 14%. Ливадите и пасищата заемат около 8% от територията на областта, като много от тях са заблатени.

## Население
На 1 януари 2017 г. населението на Ивановска област е наброявало 1 014 620 души (52-ро място в Руската Федерация, 0,69% от нейното население).
Национален състав
| Народ                                        | Численост 2002 г. души (* Архив на оригинала от 2011-10-10 в Wayback Machine.) | Численост 2010 г. души |
| -------------------------------------------- | ------------------------------------------------------------------------------ | ---------------------- |
| Руснаци                                      | 1 075 815                                                                      | 962 219                |
| Украинци                                     | 10 629                                                                         | 7684                   |
| Татари                                       | 8205                                                                           | 6696                   |
| Арменци                                      | 4012                                                                           | 4645                   |
| Азербайджанци                                | 3166                                                                           | 3545                   |
| Беларуси                                     | 3483                                                                           | 2379                   |
| Цигани                                       | 2031                                                                           | 2283                   |
| Узбеки                                       | 698                                                                            | 1399                   |
| Мордовци                                     | 1948                                                                           | 1243                   |
| Чуваши                                       | 1648                                                                           | 1240                   |
| Молдовани                                    | 1246                                                                           | 1181                   |
| Други националности                          | 11 599                                                                         | 12 255                 |
| Лица непосочили национална принадлежност     | 23 849                                                                         | 54 882                 |
| показани са народи c численост над 1000 души |                                                                                |                        |

## Административно-териториално деление
В административно-териториално отношение Ивановска област се дели на 6 областни градски окръга, 21 муниципални района, 17 града, в т.ч. 6 града с областно подчинение (Вичуга, Иваново, Кинешма, Кохма, Тейково и Шуя), 11 града с районно подчинение и 13 селища от градски тип.
| Административна единица | Площ (km2) | Население (2017 г.) | Административен център | Население (2017 г.) | Разстояние до Иваново (в km) | Други градове и сгт с районно подчинение |
| ----------------------- | ---------- | ------------------- | ---------------------- | ------------------- | ---------------------------- | ---------------------------------------- |
| Областни градски окръзи |            |                     |                        |                     |                              |                                          |
| 1. Вичуга               | 30         | 34 868              | гр. Вичуга             | 34 868              | 71                           |                                          |
| 2. Иваново              | 105        | 406 933             | гр. Иваново            | 406 933             |                              |                                          |
| 3. Кинешма              | 49         | 83 871              | гр. Кинешма            | 83 871              | 105                          |                                          |
| 4. Кохма                | 13         | 30 316              | гр. Кохма              | 30 316              | 13                           |                                          |
| 5. Тейково              | 27         | 32 791              | гр. Тейково            | 32 791              | 35                           |                                          |
| 6. Шуя                  | 33         | 58 723              | гр. Шуя                | 58 723              | 32                           |                                          |
| Муниципални райони      |            |                     |                        |                     |                              |                                          |
| 1. Верхнеландехски      | 626        | 4590                | сгт Верхни Ландех      | 1755                | 117                          |                                          |
| 2. Вичугски             | 1006       | 17 819              | гр. Вичуга             |                     | 71                           | Каменка, Новописцово, Старая Вичуга      |
| 3. Гаврило-Посадски     | 960        | 16 070              | гр. Гаврилов Посад     | 5715                | 85                           | Петровски                                |
| 4. Заволжки             | 1148       | 15 482              | гр. Заволжск           | 10 384              | 113                          |                                          |
| 5. Ивановски            | 1080       | 38 066              | гр. Иваново            |                     |                              |                                          |
| 6. Илински              | 1360       | 8460                | сгт Илинское-Хованское | 2979                | 90                           |                                          |
| 7. Кинешемски           | 1583       | 21 741              | гр. Кинешма            |                     | 105                          | гр. Наволоки                             |
| 8. Комсомолски          | 1200       | 20 135              | гр. Комсомолск         | 8366                | 59                           |                                          |
| 9. Лежневски            | 773        | 18 687              | сгт Лежнево            | 7837                | 26                           |                                          |
| 10. Лухски              | 955        | 8362                | сгт Лух                | 2762                | 94                           |                                          |
| 11. Палехски            | 853        | 9661                | сгт Палех              | 4821                | 62                           |                                          |
| 12. Пестяковски         | 1119       | 6011                | сгт Пестяки            | 3478                | 120                          |                                          |
| 13. Приволжки           | 600        | 24 190              | гр. Приволжск          | 15 824              | 47                           | гр. Пльос                                |
| 14. Пучежки             | 785        | 11 339              | гр. Пучеж              | 7078                | 157                          |                                          |
| 15. Родниковски         | 935        | 33 581              | гр. Родники            | 24 662              | 59                           |                                          |
| 16. Савински            | 861        | 10 966              | сгт Савино             | 5050                | 65                           |                                          |
| 17. Тейковски           | 1290       | 11 312              | гр. Тейково            |                     | 35                           | Нерл                                     |
| 18. Фурмановски         | 763        | 40 636              | гр. Фурманов           | 34 309              | 33                           |                                          |
| 19. Шуйски              | 1065       | 21 841              | гр. Шуя                |                     | 32                           | Колобово                                 |
| 20. Южки                | 1343       | 23 347              | гр. Южа                | 12 834              | 95                           |                                          |
| 21. Юревецки            | 860        | 13 408              | гр. Юревец             | 8378                | 168                          |                                          |

## Селско стопанство
В основата областта на селското стопанство – животновъдство; отглеждат се зърнени култури, картофи, зеленчуци и лен.
| хиляди хектара | 2810 | 2193,9 | 1838,1 | 1626,9 | 1207,9 | 853,0 | 862,8 |